# Mi–4
A Mi–4 (NATO-kódja Hound, az USAF/DoD megnevezése pedig Type 36) szovjet polgári és katonai rendeltetésű szállító helikopter.

## Története
A Mi–4-et a H–19 Chickasaw amerikai helikopter hadrendbe állítására feleletként fejlesztették a koreai háború idején. Míg az Mi–4 kívülről hasonlít a H–19-re, ez nagyobb helikopter és nagyobb tömeget képes megemelni. Az első változat 1952-ben került szolgálatba és váltotta le az Mi–1-est. A helikoptert először az 1952-es tusinói repülőnapon mutatták be a nyilvánosság előtt. Sorozatgyártása 1952–1966 között folyt a Szaratovi Repülőgépgyárban és a Kazáni Helikoptergyárban.
Egy Mi–4-es készült működés közben leválasztható rotorral katapultüléssel való kísérletekhez.

## Alkalmazása
Az Mi–4 a Mi–8 fejlesztésével került ki az üzemeltetésből. Ma már nem használatos az Orosz Légierőnél, bár pár országban még üzemel mint többcélú vagy katonai szállító helikopter. A Mi–4 fontos szerepet játszott a Banglades felszabadításáért folytatott háborúban 1971-ben. A sikeres helikopteres hadműveletben Mi–4-esek bevetésével segítették az Indiai Hadsereg 57-es Hegyi Hadosztályát a Meghna folyó megtisztításában. Ez volt India hadseregének első helikopterrel támogatott hadművelete Sylhet környékén.

## Változatai
Mi–4 (NATO - Hound-A)
Alaptípus.
- Mi–4A – Deszantváltozat, de használták mentő feladatkörben is.

Mi–4L Lyukes
Hatszemélyes VIP szállító változat, néha légi mentő helikopterré alakítva.
Mi–4M (NATO - Hound-C)
Fegyveres légi támogató helikopter, lőtoronnyal szerelve.
Mi–4P
Civil szállító helikopter, 8-11 személyre, plusz 8 fő mentős és egészségügyi személyzet.
Mi–4PL (NATO - Hound-B)
Tengeralattjáró-elhárító helikopter.
Mi–4SZ Salon
VIP szállító helikopter.
Mi–4SZH
Többfunkciós mezőgazdasági helikopter, nagyméretű vegyi konténerrel a főkabinban. Tűzoltó helikopternek is használt.
Mi–4T
Katonai változat, nagy átmérőjű rotorral és ferde ablakokkal szerelve.
Harbin Z-5
Kínai katonai szállító helikopter. Kínai gyártmány.
Harbin Z-6
Prototípus turbina hajtású változata a Z-5-nek, befejezetlen.
Xuanfeng
Kínai civil szállító helikopter. Kínai gyártmány.

## Felhasználók

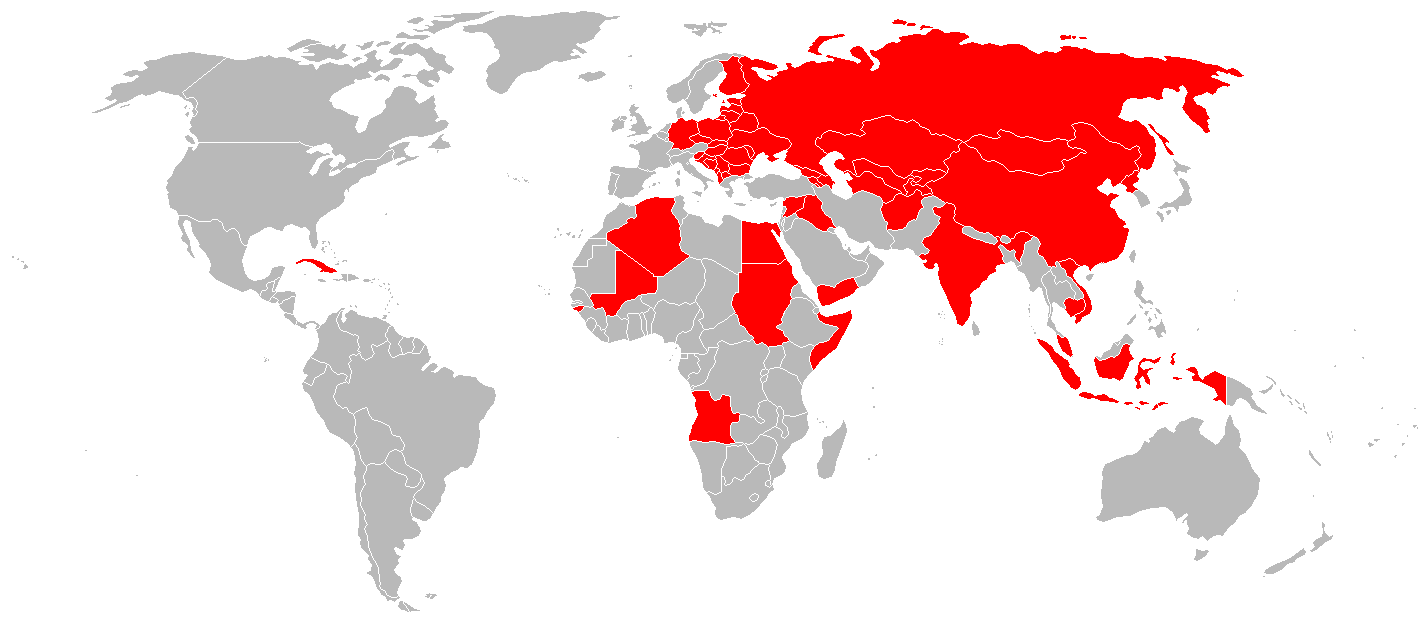
Mi-4 felhasználó országok

### Katonai felhasználók
Afganisztán Afgán Légierő - 18 darabot vásárolt a Királyi Afgán Légierő 1963-ban, az utolsót 1997-ben helyezték üzemen kívül.
 Albánia Albán Légierő - Összesen 59 darabot vásároltak 1957-től, az 1967-es 37 darab Z-5-ös változattal együtt. Ezek 2004-ben még üzemeltek.
 Algéria Algériai Légierő
 Angola Angolai Légierő
 Bissau-Guinea
 Bulgária Bolgár Légierő
 Csehszlovákia Csehszlovák Légierő
 Dél-Jemen
 Egyiptom Egyiptomi Légierő - Már nincs hadrendben
 Észak-Korea Észak-Koreai Légierő
 Finnország Finn Légierő - 3 egység üzemelt 1962-1979-ig.
 India Indiai Légierő
 Indonézia Indonéz Légierő
 Irak Iraki Légierő
 Jemen Jemeni Légierő
 Jugoszlávia Jugoszláv Légierő - 25 darabot vásároltak az 1960-as évek közepén, később lecserélték Mi-8-asokkal és kivonták őket a hadrendből a 70-es években.
 Kambodzsa Kambodzsai Királyi Légierő
 Kína
 Kínai Légierő
Kínai Haditengerészet Légiereje
 Kirgizisztán
 Kuba Kubai Légierő
 Lengyelország Lengyel Légierő
 Magyarország Magyar Légierő
 Mali
 Mongólia Mongol Légierő
 NDK
 Keletnémet Légierő
Volksmarine
 Románia Román Légierő
 SzíriaSzír Légierő Szír Légierő
 Szomália Szomáliai Légihadtest
 Szovjetunió
 Szovjet Légierő
 Szovjet haditengerészeti légierő
 Szudán Szudáni Légierő
 Tádzsikisztán
 Vietnám Vietnámi Légierő

### Civil felhasználók
Csehszlovákia
- Slov-Air

 Kína
- CAAC Kínai Légitársaság

 Mongólia
- MIAT Mongol Légitársaság

 Románia
- TAROM - 3 volt használatban nagyfeszültségű távvezeték építéséhez

 Szovjetunió
- Aeroflot

## Képek

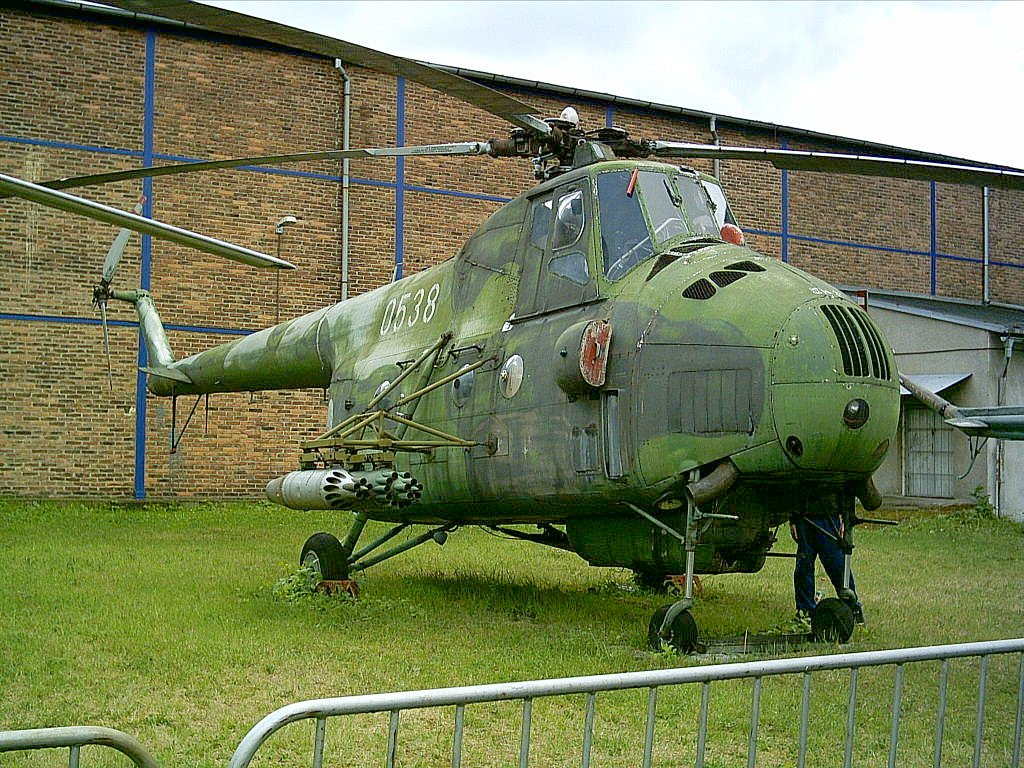
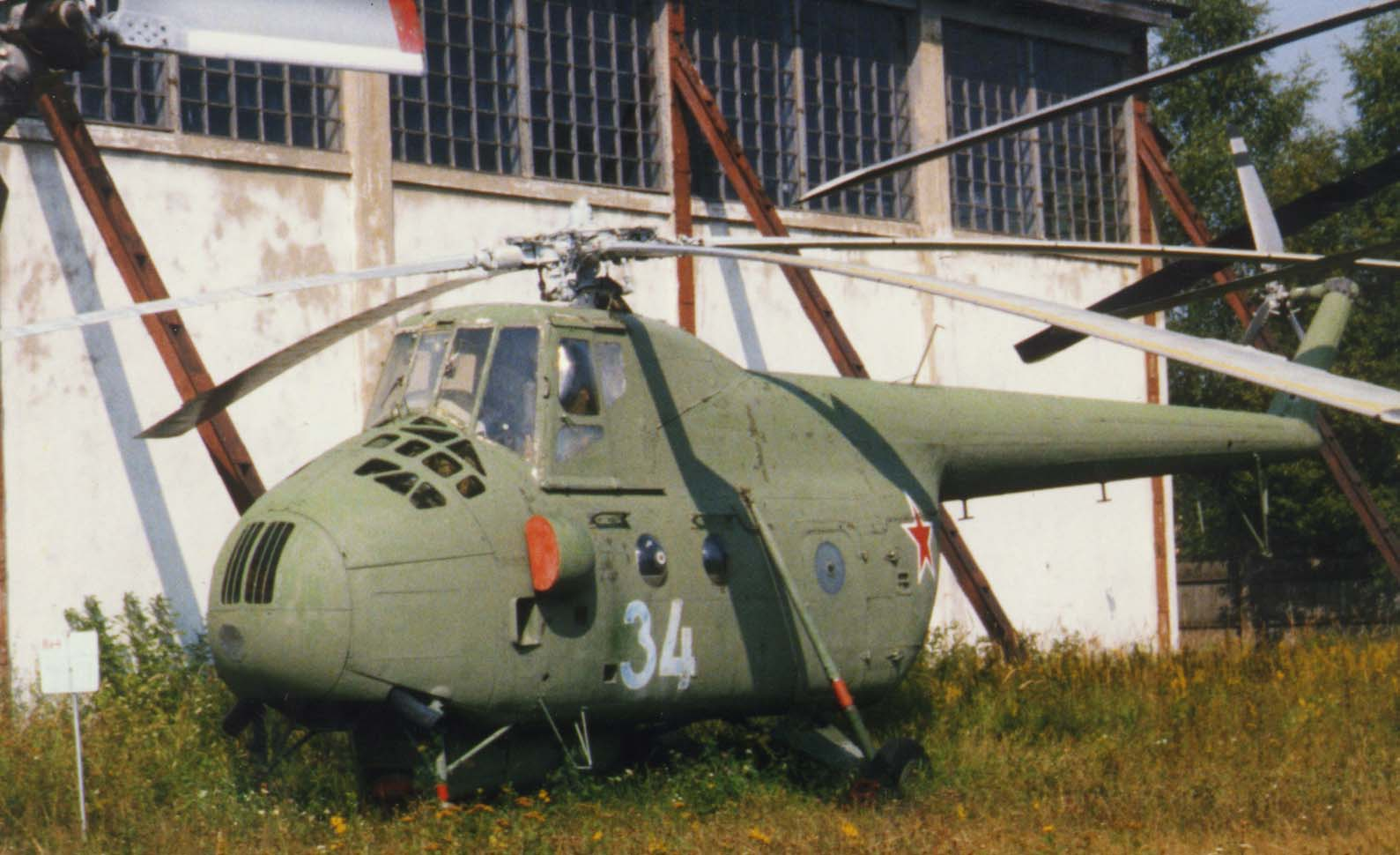
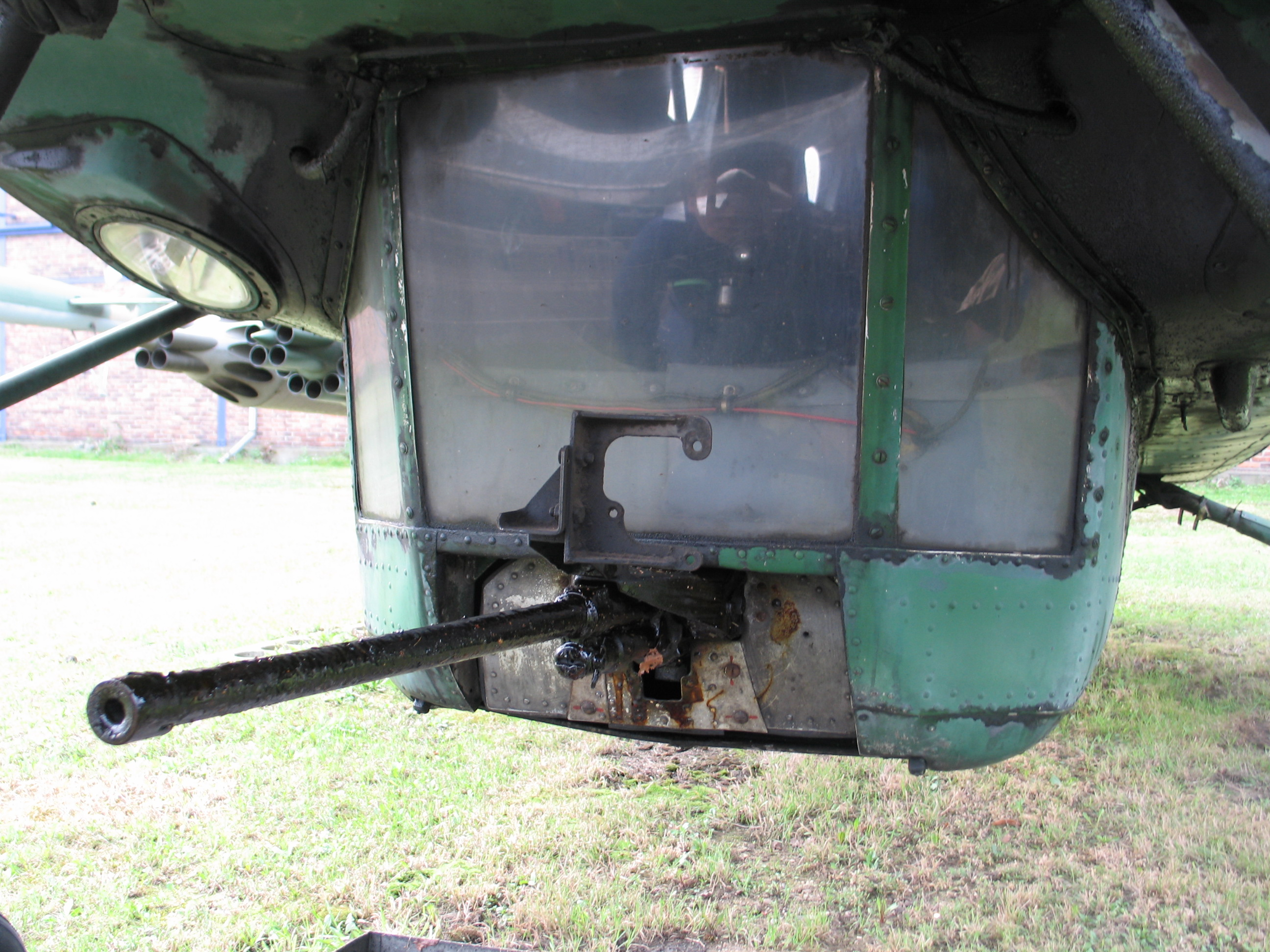
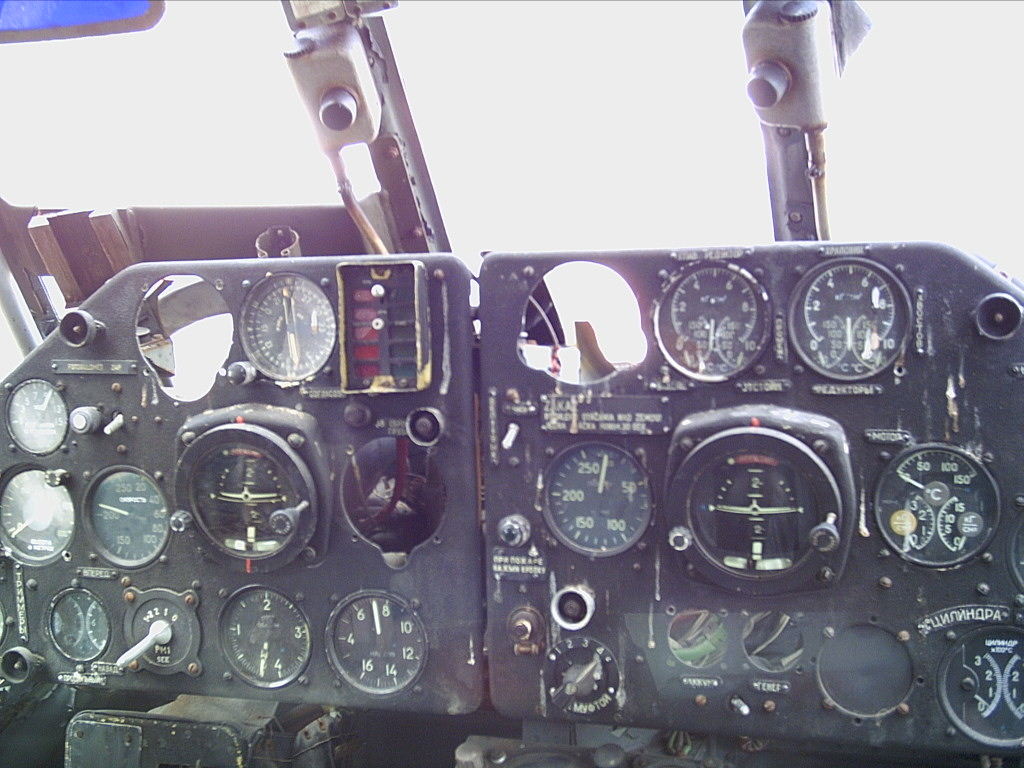
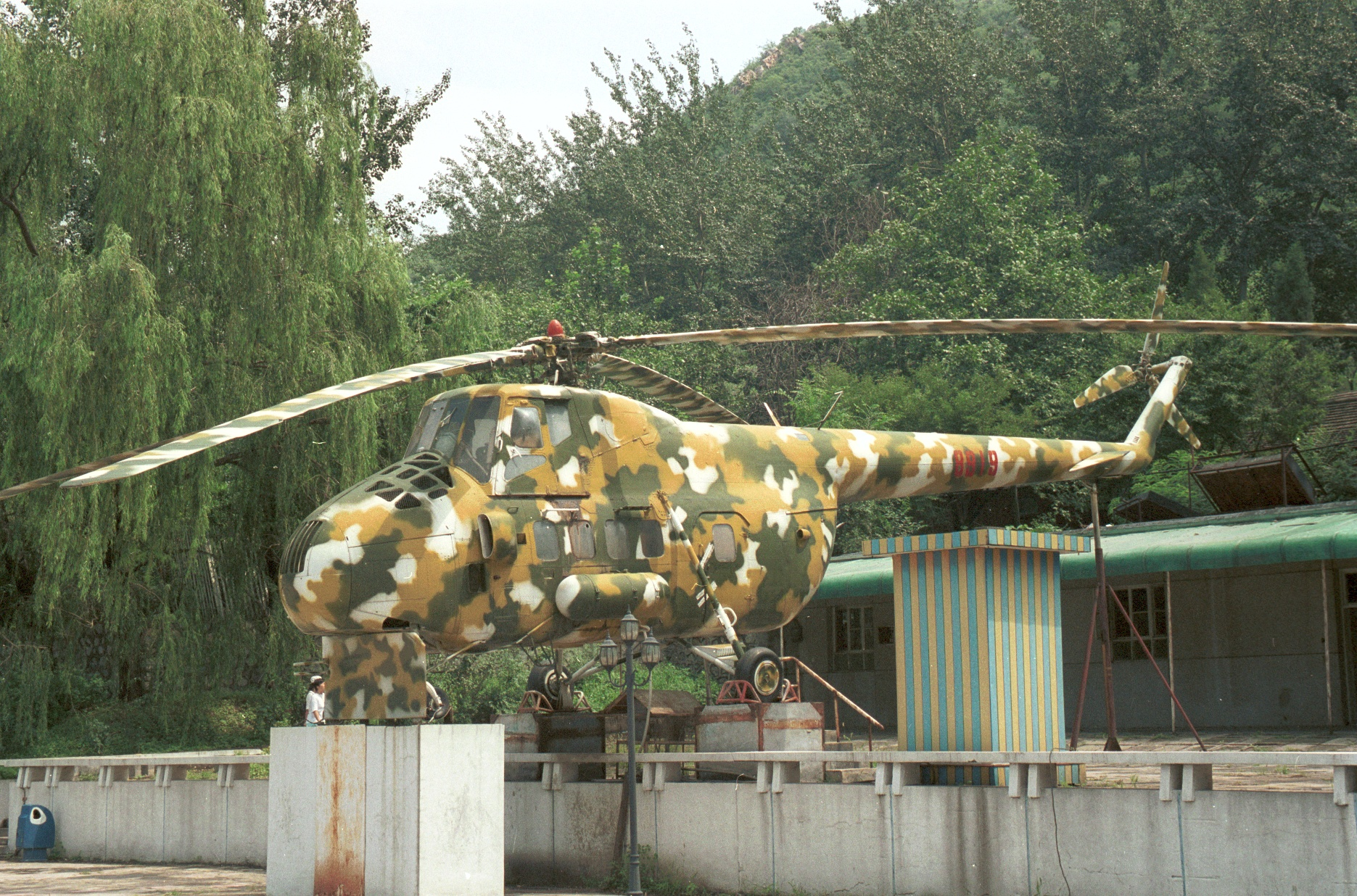
Harbin Z-5, Datangshani Repülési Múzeum Pekingtől északra
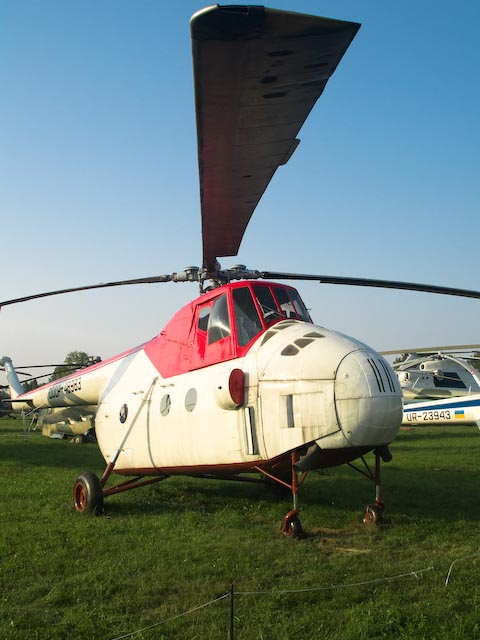
Mi-4 a Kijevi Repülési Múzeumban
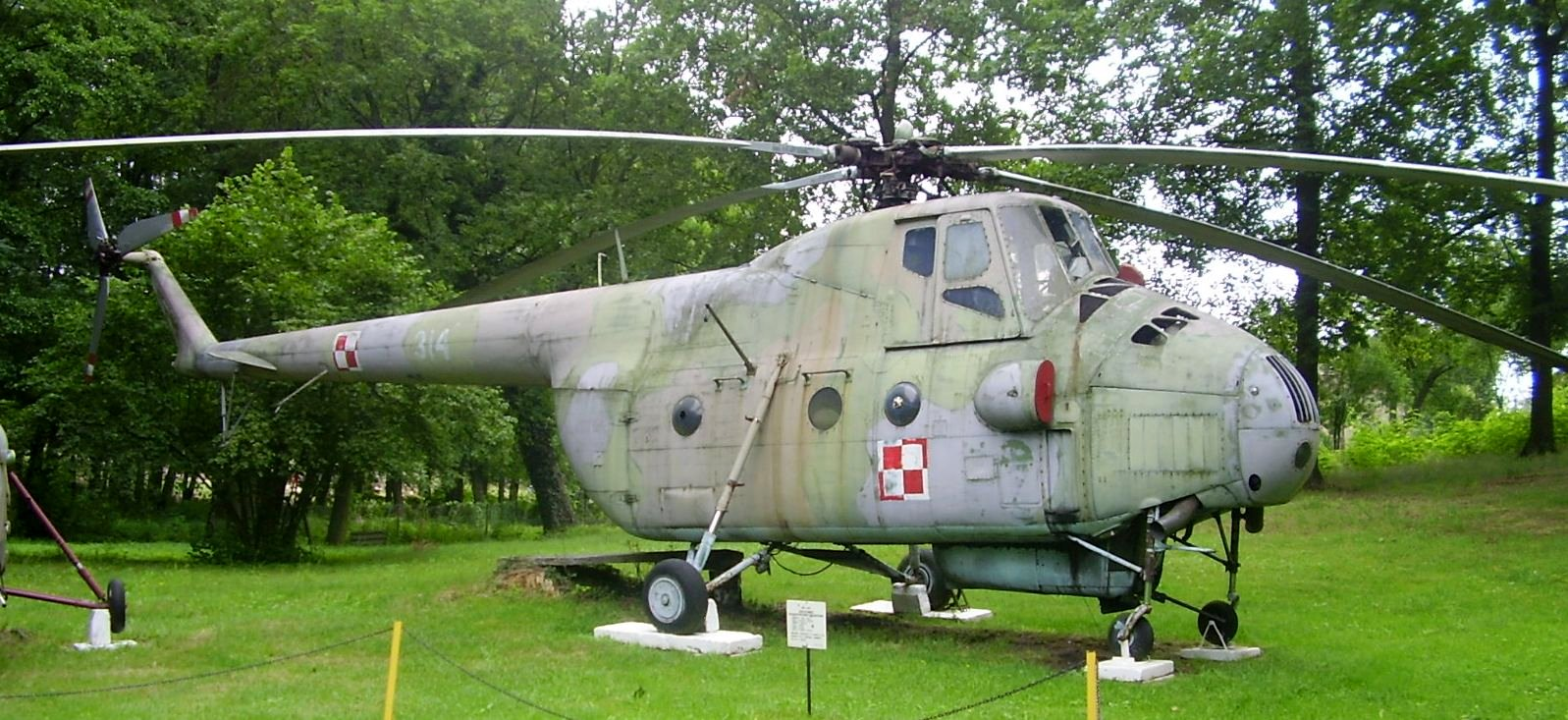
Mi-4a a Lengyel Légierőtől
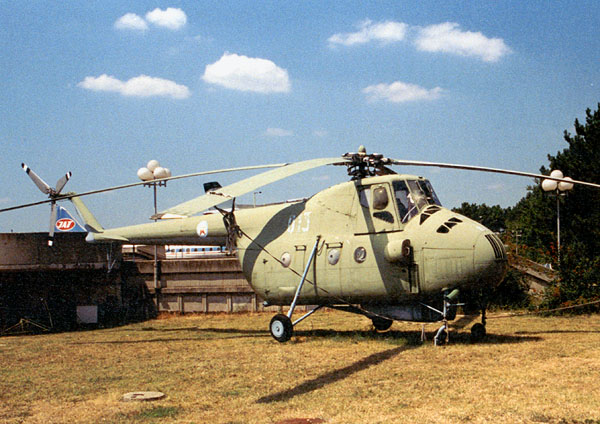
Jugoszláv Mi-4
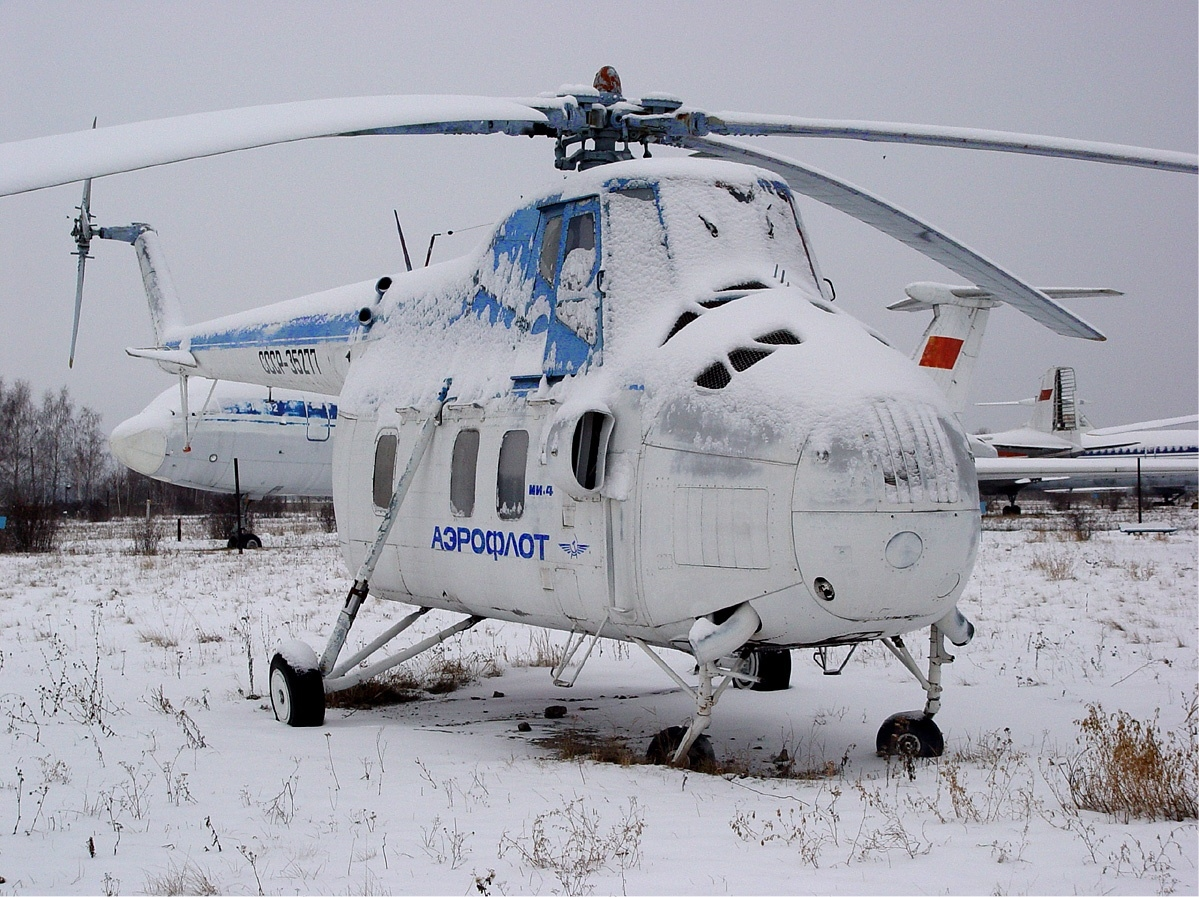
Az Aeroflot Mi-4-ese
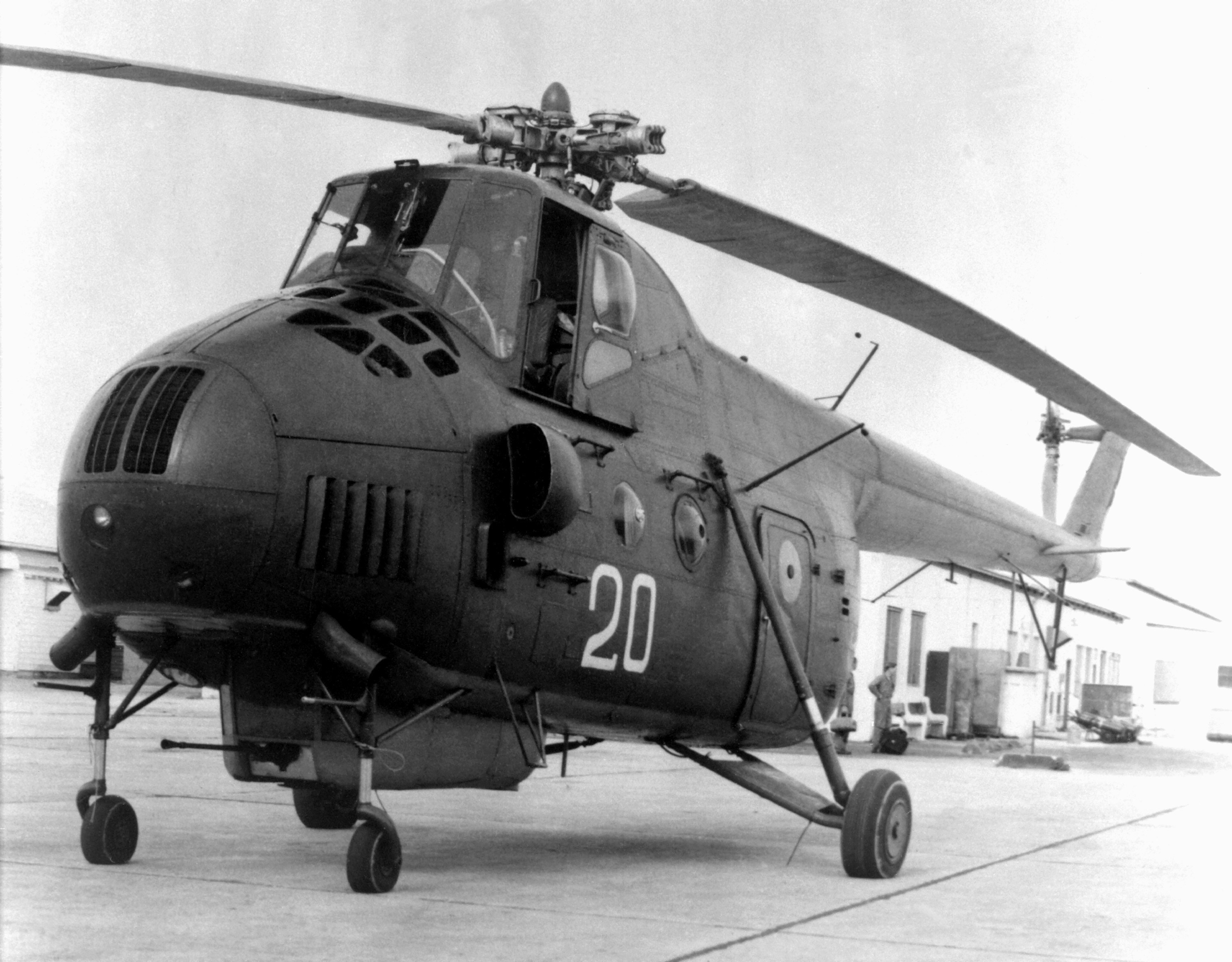
Szovjet Mi-4
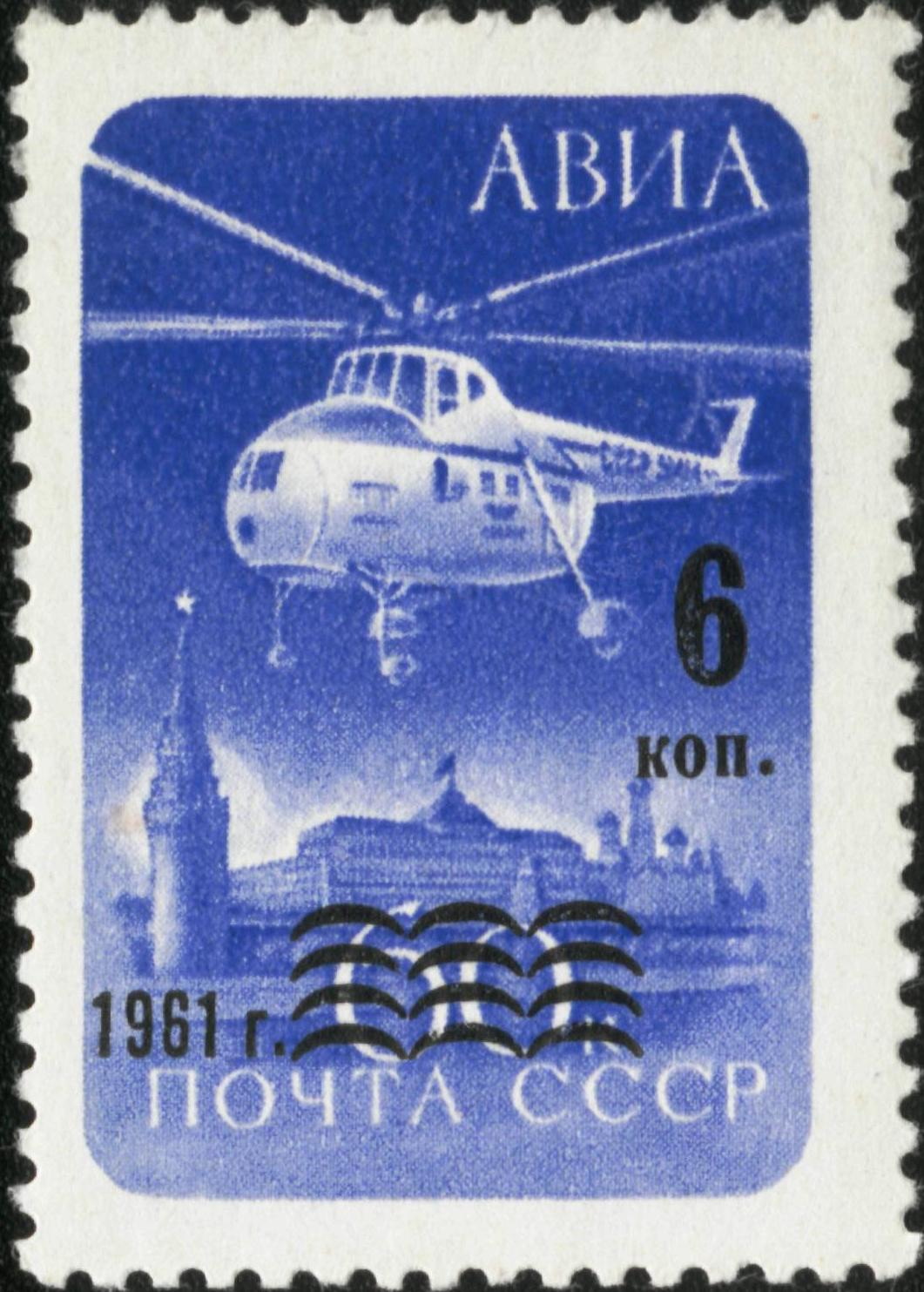
Mi-4 egy szovjet bélyegen

## Fordítás
- Ez a szócikk részben vagy egészben  a   Mi-4 című angol Wikipédia-szócikk fordításán alapul.  Az eredeti cikk szerkesztőit annak laptörténete sorolja fel. Ez a jelzés csupán a megfogalmazás eredetét és a szerzői jogokat jelzi, nem szolgál a cikkben szereplő információk forrásmegjelöléseként.